# Club Can't Handle Me
Club Can't Handle Me, la traduzione letterale equivarrebbe a Il club non può gestirmi, è il nome dato al brano musicale nel quale il rapper statunitense Flo Rida collabora con il DJ francese David Guetta. Il pezzo è parte integrante della colonna sonora di Step Up 3D, film musicale da cui in parte riprende il tema della danza, dal cui album è stato lanciato come singolo il 28 giugno 2010 per il mercato di iTunes. Il brano funge anche come primo singolo estratto dal terzo album del rapper statunitense, Only One Flo (Part 1).
Il brano ha sfondato rapidamente nelle classifiche di tutto il mondo, riscuotendo vendite altissime in Regno Unito e Irlanda, e piazzandosi nelle prime dieci posizioni di diversi paesi europei ed oceanici. In Italia debutta in classifica il 27 agosto 2010 e dopo 7 settimane raggiunge la top 10 arrivando a toccare la posizione 7.

## Il brano
Il brano è stato scritto da Flo Rida, Carmen Key, Kasia Livingston, Mike Caren, David Guetta e Giorgio Tuinfor. La casa discografica di Flo Rida ha offerto al DJ Guetta la possibilità di lavorare col rapper, nonostante i suoi già numerosi impegni di lavoro con altri artisti. David Guetta, che aveva avuto modo di apprezzare il brano Low, singolo di debutto del rapper, in un mixaggio col suo stesso singolo, Love Is Gone, si è subito offerto in veste di produttore.
L'introduzione di "Club can't handle me" riprende quella del brano "Imagine" di John Lennon.

## Il video
Il video è diretto da Marc Klasfeld ed è stato girato a Los Angeles. Il video è stato trasmesso per la prima volta sul canale americano E! nello spazio "Daily 10" il 16 luglio; lo stesso giorno è stato caricato sull'account ufficiale di Flo Rida su YouTube.
Il video vede il protagonista Flo Rida scendere da una Lamborghini Murcielago ed entrare in una discoteca dove comincia a ballare e rappare davanti alla folla; DJ della festa è David Guetta. Sono presenti anche scene prese dal film Step Up 3D. Parlando del video Flo Rida ha dichiarato: "Se voi avete mai sognato di partecipare alla più grande festa della vostra vita, Club Can't Handle Me rappresenta proprio quello: è un pieno di energia".

## Tracce
Il singolo contiene, oltre al brano omonimo, una b-side di 3 minuti e 5 secondi, intitolata Fresh I Stay.
1. Club Can't Handle Me (featuring David Guetta) – 3:53
2. Fresh I Stay – 3:05

## Classifiche
| Classifica (2010) | Posizione più alta |
| ----------------- | ------------------ |
| Australia         | 3                  |
| Austria           | 3                  |
| Belgio (Fiandre)  | 5                  |
| Belgio (Vallonia) | 4                  |
| Canada            | 4                  |
| Danimarca         | 21                 |
| Europa            | 4                  |
| Finlandia         | 5                  |
| Germania          | 4                  |
| Irlanda           | 1                  |
| Italia            | 7                  |
| Lussemburgo       | 3                  |
| Norvegia          | 7                  |
| Nuova Zelanda     | 3                  |
| Paesi Bassi       | 10                 |
| Polonia           | 1                  |
| Regno Unito       | 1                  |
| Repubblica Ceca   | 4                  |
| Slovacchia        | 6                  |
| Spagna            | 4                  |
| Stati Uniti       | 9                  |
| Svezia            | 11                 |
| Svizzera          | 3                  |
| Ungheria          | 2                  |